# ビューラ (ミシガン州)
ビューラ（Beulah）は、ミシガン州の村であり、ベンジー郡の郡庁所在地。2010年の国勢調査によると人口は342人であった。
1880年にCharles E. Baileyにより設立された. その名はイザヤ書62:4に由来する。ビューラ郵便局は1892年に設立された。

## 図書館
Darcy Library of Beulah

## 地理
アメリカ合衆国国勢調査局によると、総面積は0.43平方マイル (1.11 km2)である。